# Iglesia de la Inmaculada Concepción (Burgos)
La iglesia parroquial de la Inmaculada Concepción es un templo católico de la ciudad de Burgos (Castilla y León, España).
Está situada en la calle Pedro Poveda Castroverde nº 1 (junto al colegio Santa María la Nueva y San José Artesano, y frente a la barriada de la Inmaculada).
Consagrada e inaugurada el 7 de junio de 1992, fue finalista del Premio Nacional de Arquitectura.
Cuenta con un gran número de grupos parroquiales.